# 大清水神社
大清水神社（おおしみずじんじゃ）は、富山県高岡市戸出大清水にある神社である。高岡市荒見崎にある宮川神社・榊原社家の奉務神社。

## 祭神
- 天照皇大神
- 建御名方命

## 歴史
古く神明社と称して来たが、由緒は不詳。正徳2年（1712年）5月の「持宮書上帳」には既に記録されている。ちなみに、当時の鎮座地は現在の字ソリミ島1609番地で、江戸時代中期に庄川が現在の流路に移されるまでは、庄川の本流であった千保川が境内の西側まで流れていたと伝えられている。明治になって村社に列し、大正5年（1916年）に、末社であった字大川原島763番地の神明社（祭神：天照皇大神）と、字御旅屋島2044番地の諏訪社（祭神：建御名方命）の2社が合祀され、現在の大清水神社となった。なお、合祀前の両社の由緒も不詳である。